# Złotoborowik miedzianobrązowy
Złotoborowik miedzianobrązowy (Aureoboletus moravicus (Vacek) Klofac) – gatunek grzybów z rodziny borowikowatych (Boletaceae).

## Systematyka i nazewnictwo
Pozycja w klasyfikacji według Index Fungorum: Aureoboletus, Boletaceae, Boletales, Agaricomycetidae, Agaricomycetes, Agaricomycotina, Basidiomycota, Fungi.
Po raz pierwszy takson ten zdiagnozował w 1946 r. Vladimír Vacek nadając mu nazwę Boletus moravicus. Obecną, uznaną przez Index Fungorum nazwę nadał mu w 2010 r. Wolfgang Klofac, przenosząc go do rodzaju Aureoboletus.
Synonimy nazwy naukowej:
- Aureoboletus moravicus (Vacek) Klofac 2010 f. moravicus
- Aureoboletus moravicus f. pallescens (Herink) Klofac 2010
- Boletus leonis D.A. Reid 1966
- Boletus moravicus Vacek 1946
- Xerocomus leonis (D.A. Reid) Alessio 1985
- Xerocomus moravicus (Vacek) Herink 1964
- Xerocomus moravicus (Vacek) Herink 1964 f. moravicus
- Xerocomus moravicus f. pallescens Herink 1964[2].

Przez jakiś czas zaliczany do rodzaju Xerocomus jako Xerocomus moravicus i stąd pochodzi podawana w niektórych opracowaniach nazwa podgrzybek morawski. Nazwa ta nie była używana w polskich naukowych opracowaniach mykologicznych i stała się niespójna z nazwą naukową. W 2024 r. Komisja ds. Polskiego Nazewnictwa Grzybów przy Polskim Towarzystwie Mykologicznym zarekomendowała nazwę złotoborowik miedzianobrązowy.

## Charakterystyka
Owocnik o brązowym kapeluszu i żółtokremowych nieregularnych porach.
Grzyb mykoryzowy, grzyb jadalny
W Europie jest rzadki. Rośnie w ciepłych miejscach pod dębami. W Polsce znaleziony po raz pierwszy w 2017 r., jednak możliwe, że występuje częściej na południu kraju. Wysokie podobieństwo do innych gatunków np. podgrzybka zajączka utrudnia potwierdzanie stanowisk.